# Fred Petter
Frederik Hermanus (Fred) Petter (Leeuwarden, 27 september 1866 – Haarlem, 5 augustus 1952) was een vakbondsman en een van de leiders bij de Spoorwegstaking van 1903. Naar aanleiding van zijn betrokkenheid, hij heeft gesproken op een bijeenkomst terwijl hij op ziekteverlof was, bij de tweede staking is Petter ontslagen door de Hollandsche IJzeren Spoorweg-Maatschappij.
In Amsterdam is een straat naar hem vernoemd in het Oostelijk Havengebied, de Fred Petterbaan.